# 银瓶站
银瓶站是广惠城际铁路的高架车站，位于中国广东省东莞市谢岗镇银瓶新区。该站于2016年3月30日启用。

## 车站结构
车站系路侧高架站，共上下两层。其中二楼为站台层，采用线下式与下进下出的旅客流线形式，以二台二线的布置形式，不设通过线。

### 车站楼层
| 地上二层 | 侧式站台 | 侧式站台                            | 侧式站台 | 侧式站台 |
|          | 2站台    | 广惠城际 小金口方向（下站：沥林北） |          |          |
|          | 1站台    | 广惠城际 番禺方向（下站：樟木头东） |          |          |
|          | 侧式站台 |                                     |          |          |
| 地面     | 站厅     | 售票处、候车区、进站口、出站口      |          |          |
| 地下一层 | 花园大道 | 公交站                              |          |          |

### 出入口
本站设有A、B两个出入口。
|                                 |      |      |          |                                                    |
| 編號                            | 设施 | 图像 | 出口指示 | 建議前往的目的地                                   |
| A                               |      |      | 花园大道 | 谢岗银丰路、东莞人民医院谢岗医院、银甁城轨站公交站 |
| B                               |      |      | 花园大道 | 谢岗银丰路、东莞人民医院谢岗医院、银甁城轨站公交站 |
| 註： 設有 \| 設有 \| 設於同一層 |      |      |          |                                                    |

## 历史
本站在规划和建设阶段名为谢岗站，规划初期设于京九铁路谢岗站西南侧。2010年铁道部介入珠三角城际铁路建设后，重新设计本线方案；最终在东莞市及谢岗镇的建议下，为避免对城镇规划的切割，同时使线位更顺直，常平至谢岗段线位大幅向北偏移，本站则向西北调整至现址处:87,92-97。
2011年8月，车站开始动工。为避免与同名国铁车站重名，本站于2015年末定名为银瓶站。2016年3月30日，本站随莞惠城际小金口至常平东段开通而启用。车站开通时由广铁集团运营，2024年1月23日起交由广东城际运营。

## 接驳交通
本站设有配套的银甁城轨站公交站，供乘客接驳。
| 公交 \| 编号 \| 编号 \| 线路 \| 线路 \| 线路 \| 收费 \| 备注 \| \| ---- \| ---- \| ------------ \| ---- \| -------------- \| ---- \| -------- \| \| \| 708 \| 东莞东火车站 \| ⇆ \| 谢岗银湖首末站 \| 3元 \| 原 815 \| \| \| 750 \| 黎村公园 \| ⇆ \| 银山湿地公园 \| 2元 \| 原 谢岗3 \| \| \| 751 \| 谢岗村市场 \| ⇆ \| 上新村 \| 2元 \| 原 谢岗4 \| |      |              |      |                |      |          |
| 编号 | 编号 | 线路         | 线路 | 线路           | 收费 | 备注     |
| | 708  | 东莞东火车站 | ⇆    | 谢岗银湖首末站 | 3元  | 原 815   |
| | 750  | 黎村公园     | ⇆    | 银山湿地公园   | 2元  | 原 谢岗3 |
| | 751  | 谢岗村市场   | ⇆    | 上新村         | 2元  | 原 谢岗4 |